# パラモデル
パラモデル（Paramodel）は、林泰彦と中野裕介が2001年に結成したアートユニット。
2001年より林泰彦+中野裕介として活動開始。2003年よりユニット名をパラモデルとし、「極楽模型制作」をテーマに、アニメーション・絵画・立体・写真など様々な表現方法やメディアで作品を制作する。タカラトミーの「プラレール」を大量に使用したインスタレーションやワークショップで知られている。

## 概要
2008年頃より、以下のプロフィールを用いている。
パラモデル [paramodel]：林泰彦（2001年 京都市立芸術大学構想設計専攻卒業）と中野裕介（2002年 同大学大学院絵画専攻日本画修了）からなるアートユニット。2001年より活動開始、2003年にユニット名を「パラモデル」に。共に大阪府東大阪出身。得意領域や趣向の異なるパラレル [parallel] な2人が、『パラモデル [paramodel]：世界や心の様々な部品から組み立てる、詩的な模型／設計図』というコンセプトを核に共存、互いの視差 [parallax] と関係性を生かし、2人による「模型遊び」という要素をベースに、多様な形式で作品を制作。

## メンバー経歴

### 林泰彦
- 1971年 - 東大阪生まれ
- 2001年 - 京都市立芸術大学美術学部構想設計専攻卒業
- 2006年 - 岐阜県立情報科学芸術大学院大学（IAMAS）中退

### 中野裕介
- 1976年 - 東大阪生まれ
- 2000年 - 京都市立芸術大学大学院絵画専攻日本画修了

## ユニット経歴
- 2001年 - 林泰彦+中野裕介として活動開始
- 2003年 - ユニット名をパラモデルとする

### 個展
- 2002年 - 中野裕介 展  [映像・音：林泰彦]（VOICE GALLERLY／京都）
- 2002年 - 青空ランドスケープ  [林泰彦＋中野裕介]（ギャラリー裏窓／大阪）
- 2002年 - 空想ランドスケープ  [林泰彦＋中野裕介]（ギャラリー千／大阪）
- 2004年 - パラモデル個展：空色プラスチックルート（ギャラリーそわか／京都）
- 2005年 - 極楽模型：paradise model（mori yu gallery／京都）
- 2005年 - パラモデル個展：極楽模型　2002-2005（size 0／高知）
- 2006年 - ぼくらの生産工場：paramodelic production plant ( 専門学校アートカレッジ神戸 ギャラリー赤階段／兵庫 )
- 2007年 - ぼくらのプラント建設：paramodelic plant construction（mori yu gallery／京都）
- 2007年 - パラモデル展：paramodel exhibition（高知県立美術館／高知）
- 2008年 - アトリエ美術館 vol.11 パラモデル共同制作所 ーワークショップ記録展ー（枚方市立御殿山生涯学習センター／大阪）
- 2008年 - パラモデル共同制作所 paramodel joint factory（丸亀市猪熊弦一郎現代美術館／香川）
- 2008年 - パラモデル個展：Pなる想い（MORI YU GALLERY TOKYO／東京）
- 2009年 - パラモデリック・グラフィティ at なにわ橋駅（京阪なにわ橋駅 アートエリアB1／大阪）
- 2009年 - パラモデル個展：P級建築士事務所（MORI YU GALLERY KYOTO／京都）
- 2009年 - パラモデル個展：ぼくらはモータープール paramodelic motor-pool（MORI YU GALLERY TOKYO／東京）
- 2010年 - パラモデルの 世界はプラモデル : THE WORLD ACCORDING TO PARAMODEL（西宮市大谷記念美術館／兵庫）
- 2010年 - パラモデル個展：パラモデルの世界はP　the world according to P（MORI YU GALLERY KYOTO／京都）
- 2010年 - パラモデル：パラレルプラン（金沢美術工芸大学アートギャラリー／金沢）
- 2011年 - パラモデルのトミカワールド展（三菱地所アルティアム）／福岡）
- 2011年 - パラモデル個展：パラモデルの作り方 how to make a paramodel（MORI YU GALLERY TOKYO／東京）
- 2012年 - The plastic model of paramodel is paramodel（国際交流基金ベトナム日本文化交流センター／ハノイ ベトナム）
- 2012年 - パラモデル個展：夏はファントム Phantom Summer（graffiti [グラフィティ]／高知）
- 2013年 - パラモデル展　パラの模型／ぼくらの空中楼閣（銀座メゾンエルメス8Fフォーラム／東京）
- 2014年 - パラモデル個展：UとP展（MORI YU GALLERY TOKYO／東京）
- 2014年 - Paramodel（University of Michigan of Art (UMMA)／ミシガン アメリカ）
- 2015年 - パラモデル展：パラ基準と変調　paramodulætion（下山芸術の森 発電所美術館／富山）
- 2016年 - paramodule（CAPSULE／東京）

### グループ展
- 2001年 - The Library 2001：ヴィデオ公募展：　[林泰彦＋中野裕介＋中山玲佳] （ギャラリーそわか／京都）
- 2001年 - Flame Frame　[林泰彦＋中野裕介＋中山玲佳] （IAMAS／岐阜）
- 2002年 - multiple market メイド・イン・キョート　[林泰彦＋中野裕介＋中山玲佳] （VOICE GALLERLY／京都）
- 2002年 - art in transit vol.3　[中野裕介＋林泰彦] （ザ・パレスサイドホテル／京都）
- 2003年 - stay with art 窓辺の緑　[中野裕介＋林泰彦] （HOTEL T'POINT／大阪）
- 2003年 - multiple market メイド・イン・キョート（VOICE GALLERLY／京都）
- 2003年 - 日重（ギャラリーそわか／京都）
- 2003年 - one cup cosmos（Cafe y Galeria 風華／愛知）
- 2004年 - b.style in 祇園（富美代・Asphodel／京都）
- 2004年 - 黄色の庭 弐（mori yu gallery／京都）
- 2004年 - K-identity 京都（mori yu gallery／京都）
- 2004年 - Lost something?　K-identity02 京都（mori yu gallery／京都）
- 2005年 - 公募 京都芸術センター2005「パラモデリック・グラフィティ」（京都芸術センター／京都）
- 2005年 - multiplex! multiple market　メイド・イン・キョート（VOICE GALLERLY／京都）
- 2005年 - 錦市場でフィレンツェ・トスカーナを捜そう vol.01（錦市場／京都）
- 2005年 - 新・公募展（広島市現代芸術館／広島）
- 2005年 - Re Olympic（CASO・SUMISO／大阪）
- 2005年 - take art collection 2005　美術百貨店（スパイラルガーデン／東京）
- 2005年 - 錦市場でフィレンツェ・トスカーナを捜そう vol.02（錦市場／京都）
- 2005年 - 市場（mori yu gallery／京都）
- 2006年 - プラレール博 in TOKYO（池袋サンシャインシティ／東京）
- 2006年 - √roots - わたしの中の日本的なるもの - （法然院／京都）
- 2006年 - 夏、創造空間、再び（size 0／高知）
- 2007年 - 吉原治良賞記念アート・プロジェクト2008 入選展（大阪府立現代美術センター 展示室A／大阪）
- 2007年 - 「森」としての絵画 -「絵」のなかで考えるpainting as forest : artist as thinker（岡崎市美術博物館／愛知）
- 2007年 - 遊びの経路：itineraire（国際芸術センター青森／青森）
- 2007年 - Art Court Frontier 2007（アートコートギャラリー／大阪）
- 2007年 - 都市との対話：Dialogue with the city  (Bank ART studio NYK／神奈川、神戸アートビレッジセンター／兵庫）
- 2007年 - 美麗新世界：当代日本視覚文化 Beautiful New World : Contemporary Visual Culture from Japan（主催：国際交流基金、long march／中国 北京、広東美術館／中国 広州）
- 2007年 - カレンダー for 2008（アートスペース虹／京都）
- 2008年 - 青の庭（mori yu gallery Tokyo／東京）
- 2008年 - KITA!! : Japanese Artists Meet Indonesia（主催：国際交流基金、Bandung Center for New Media Art／インドネシア バンドゥン）
- 2008年 - アートでかけ橋：Art as a Bridge（アサヒビール大山崎山荘美術館／京都）
- 2008年 - Akasaka Art Flower 08（旧赤坂小学校／東京）
- 2008年 - Between Site & Space：都市のディオラマ（トーキョーワンダーサイト渋谷／東京）
- 2008年 - EXTENDED SENSES：拡張された感覚ー日韓メディア・アートの現在（NTTインターコミュニケーション・センター [ICC]／東京）
- 2008年 - 絶対異質的自己同一 - 新しき平面 - （MORI YU GALLERY TOKYO／東京）
- 2008年 - 百花京乱（MORI YU GALLERY KYOTO／京都）
- 2008年 - ともに生きる 欲望・矛盾・創造（川崎市市民ミュージアム／神奈川）
- 2008年 - 現代芸術創造事業 “アー”ツクール大阪 2008 新世界・山王・飛田・太子 まちが劇場準備中（天王寺／大阪）
- 2009年 - Between Site & Space：都市のディオラマ」（ARTSPACE／シドニー オーストラリア）
- 2009年 - Big in Japan」（Contemporary Art Centre [CAC]／リトアニア）
- 2009年 - 僕と、アートの夏休み（市原市水と彫刻の丘／千葉）
- 2009年 - 甑島で、つくる。KOSHIKI ART EXHIBITION 2009（甑島／鹿児島）
- 2009年 - 水都大阪2009　水辺の文化座（中之島公園 特設会場／大阪）
- 2009年 - 自宅から美術館へ　田中恒子コレクション展（和歌山県立美術館／和歌山）
- 2009年 - 2009 Asian Art Biennial - Viewpoints & Viewing Points（台湾国立美術館／台中 台湾）
- 2010年 - Breaker Project　絶滅危惧・風景」（天王寺／大阪）
- 2011年 - Breaker Project　絶滅危惧・風景」（大阪市立近代美術館／大阪）
- 2011年 - 寿お泊まりフォーラム（かながわ労働プラザ1階ギャラリー／神奈川）
- 2011年 - VOCA展2011 現代美術の展望－新しい平面の作家たち（上野の森美術館／東京）
- 2011年 - Undulationism II - 遊歩 -（MORI YU GALLERY KYOTO／京都）
- 2011年 - ポップ？ ポップ！ ポップ♡　コレクションに見るポップなアートの50年（和歌山県立近代美術館／和歌山）
- 2011年 - Art Garden at the Singapore Art Museum（シンガポール美術館／シンガポール）
- 2011年 - HOSOMI TO CONTEMPORARY 004 -too contemporary art lab-（細見美術館／京都）
- 2011年 - 六甲ミーツ・アート 芸術散歩2011（六甲山／兵庫）
- 2011年 - 世界制作の方法（国立国際美術館／大阪）
- 2011年 - 赤塚不二夫マンガ大学展 [ゲージュツ篇]（京都国際マンガミュージアム／京都）
- 2012年 - NEVER ENDING CONSTRUCTION（AKI GALLERY／台湾）
- 2012年 - 豊中市制施行75周年記念事業 パラモデルと豊中パラレルエアライン（豊中市立市民ギャラリー・大阪国際空港エアポートギャラリー 他／大阪）
- 2012年 - 稲垣足穂　一千一秒物語 展（喜多ギャラリー／奈良）
- 2012年 - 対話する美術／前衛の関西（西宮市大谷記念美術館／兵庫）
- 2012年 - 代官山アートストリート（HILLSIDE FORUM／東京）
- 2012年 - サイレントアクア　東日本大震災災害支援チャリティオークション（京都市立芸術大学ギャラリー@KCUA／京都）
- 2012年 - 東京駅復元工事完成記念展　始発電車を待ちながら（東京ステーションギャラリー／東京）
- 2012年 - アジアンパシフィックトリエンナーレ (APT7) （Gallery of Modern Art (GOMA) and Queensland Art Gallery／オーストラリア）
- 2014年 - MOTアニュアル2014　フラグメント ー未完のはじまり（東京都現代美術館／東京）
- 2014年 - PERTH INTERNATIONAL ARTS FESTIVAL 2014 （John Curtin Gallery／オーストラリア）
- 2014年 - おいしいアート　食と美術の出会い（横須賀美術館／神奈川）
- 2015年 - 現代京都藝苑2015　連続の縺れ―conti/nuit/é―（The Terminal KYOTO／京都）
- 2015年 - サイレントアクア　東日本大震災災害支援チャリティオークション（京都市立芸術大学ギャラリー@KCUA／京都）
- 2015年 - 赤塚不二夫のビチュツ展（BANK GALLERY／東京）
- 2016年 - どこにもない新しい場所-Nowhere but Somewhere New-（西武渋谷店 美術画廊／東京）
- 2016年 - 文化庁メディア芸術祭青森展　まぼろし村と、あなたとわたし（青森県立美術館／青森）
- 2016年 - 鉄道美術館（川崎市岡本太郎美術館／神奈川）
- 2016年 - 赤塚不二夫のビチュツ展（福岡PARCO／福岡）
- 2016年 - アート×東大阪　青いラインでふしぎな『河内』の絵をかこう（東大阪市民美術センター／大阪）

### コミッションワーク
- 2008年 - パラモデルの無量ドット建設 [銀座メゾンエルメス ウィンドウディスプレイ]（銀座メゾンエルメス／東京）
- 2011年 - パラレルファクトリー [銀座メゾンエルメス ウィンドウディスプレイ]（銀座メゾンエルメス／東京）
- 2012年 - パラレルプラン [agnes b. art facade project]（agnes b. 青山店／東京）
- 2016年 - 現美新幹線 [JR東日本 上越新幹線]（越後湯沢ー新潟）

### ワークショップ
- 2003年 - art in transit vol.5 にて「パラモデルのPaPaPa☆パラパラマンガ教室」（パレスサイドホテル／京都）
- 2004年 - ヌイグルミシアターにて「パラモデルとプラレールで遊ぼうvol.01」（remo／大阪）
- 2005年 - paramodelic graffitiにて「パラモデルとプラレールで遊ぼうvol.02」（京都芸術センター／京都）
- 2005年 - ガンダム展 [ ジオラマをつくってガンダムと遊ぼう ](サントリーミュージアム／大阪)
- 2005年 - art school [ パラモデルといっしょにプラレールで遊ぼうvol.03 ]（敷津小学校／大阪）
- 2016年 - アート×東大阪 [ 青いラインでふしぎな『河内』の絵をかこう ]（東大阪市民美術センター／大阪）

### その他
- 2015年 - レジデンス・パラ陽ヶ丘 ーよろぼう海辺のかなたの眺め [Breaker Projectによるナイトステイプログラム]（新・福寿荘／大阪）
- 2015年 - 東京キャラバン 公開ワークショップ・ショーケース（駒沢オリンピック公園特設会場／東京）

### 著作
『Paramodel パラモデル』著者：パラモデル、企画：森裕一、編集協力：池上司・住友文彦、デザイン：豊永政史、出版：株式会社青幻舎（ISBN 978-4-86152-260-4 C0072）、2010年7月15日 初版発行

### 受賞
- 2009年 - 平成20年度　咲くやこの花賞 [美術部門（現代美術) ]

### 収蔵
- 和歌山県立近代美術館　　和歌山
- 西宮市大谷記念美術館　　兵庫
- ピゴッツィ・コレクション　　スイス